# Фестивал музичког филма
Фестивал музичког филма (ФЕМУФ) одржава се у Пожаревцу, од 2012. године, у организацији Центра за културу Пожаревац, уз финансијску подршку Министарства културе и информисања Републике Србије. Фестивал је покренут са циљем да промовише филмске и музичке вредности, уз едукацију младих људи и упућивање на праве вредности и културолошке и уметничке појаве у области музике и и кинематографије.